# Omega (urmærke)
 For alternative betydninger, se Omega. (Se også artikler, som begynder med Omega)
Omega er et luksusurmærke, som bliver produceret i Biel/Bienne i Schweiz. Omega blev grundlagt i 1848 af Louis Brandt i La Chaux-de-Fonds. Omega SA er i dag en del af Swatch-gruppen.
De mest kendte Omega ure er Speedmaster og Seamaster. Speedmaster som var med på NASA Apollo 11 missionen, den første mission på månen.
Den fiktive agent James Bond har båret ure fra Omega i filmene siden 1995. Blandt andre berømte brugere er Buzz Aldrin, George Clooney, John F. Kennedy, Mao Zedong, Elvis Presley og prins William.